# Tasya van Ree
Tasya van Ree (Mililani, Hawái, 30 de abril de 1976) es una fotógrafa y artista estadounidense.

## Biografía
Tasya es conocida por sus fotografías en blanco y negro de personajes famosos. Ha fotografiado a Michelle Rodriguez, Katherine Moennig, Matt Dallas y a muchos otros. En varias entrevistas la artista se refiere a la actriz Amber Heard como su musa.
Sus fotografías han sido expuestas en varias ciudades, y en revistas de arte.

## Vida personal
En diciembre de 2010, la actriz Amber Heard dijo que era bisexual, en el evento del 25 aniversario de GLAAD, y que había mantenido una relación con ella desde el 2008 al 2012. En 2009, su pareja Amber Heard fue arrestada en el estado de Washington por un delito menor de violencia doméstica, supuestamente después de agarrar a Van Ree y golpear su brazo. No se presentaron cargos contra Heard. La policía eliminó legalmente los registros del arresto en 2011 después de una solicitud, pero el Tribunal de Distrito del Condado de King retuvo sus propios registros. En 2016, van Ree declaró que Heard había sido acusada "injustamente" y que el incidente había sido "malinterpretado y exagerado".
Desde finales de 2015 a mediados de 2016 mantuvo una relación con la cantante y modelo Caroline Vreeland, nieta de la conocida columnista de moda Diane Vreeland. En octubre de 2016 se la vio mucho con la diseñadora Phoebe Dahl, nieta del escritor de novelas infantiles Roald Dahl y expareja de la actriz Ruby Rose.